# Що сталося на 23-й вулиці в Нью-Йорку
Що сталося на 23-й вулиці в Нью-Йорку (англ. What happened on Twenty-third street, New York City) — американська короткометражна кінострічка Джорджа Флемінга й Едвіна Портера. Прем'єрний показ відбувся в 1901 році.

## Сюжет
Знято звичайний день американської вулиці. У фінальній сцені глядач бачить чоловіка й жінку, що прогуляються. Жінка наступає на вентиляційний люк, повітря з якого піднімає її спідницю.

## Факти
- Аналогічну сцену було використано в кінофільмі Сверблячка сьомого року